# Sun Jian
Sūn Jiān (chinesisch 孫堅 / 孙坚, W.-G. Sun Chien, IPA (hochchinesisch): [su̯ən˥ d̥ʑ̥i̯ɛn˥]), Großjährigkeitsname Wéntái (文台; * 155; † 191) war ein General der Östlichen Han-Dynastie. Während des Zusammenbruchs der Han-Dynastie bekämpfte er den Aufstand der Gelben Turbane und schloss sich unter dem Gouverneur Yuan Shu der Koalition gegen den Usurpator Dong Zhuo an. Nach der Auflösung der Koalition kämpfte Sun Jian weiterhin für Yuan Shu im Bürgerkrieg und fiel während eines Angriffs auf den Gouverneur Liu Biao.
Sein Sohn Sun Quan erklärte sich im Jahr 229 zum Kaiser der Wu-Dynastie und ernannte Sun Jian postum zum Kaiser Wǔliè (武烈皇帝).
Nach dem Aufstand der Gelben Turbane wurde er Gouverneur der Provinz Chang Sha. Gemeinsam mit Liu Bei und Cao Cao besiegte er Dong Zhuo. Am Hulao-Tor fand er in einem Brunnen versteckt das kaiserliche Siegel, die Legitimation der Han. Er machte es im Geheimen zu einem Erbstück seines Hauses.
Er verbündete sich im Kampf gegen Dong Zhuo 190 mit Yuan Shu. Obwohl Sun Jian nicht über viele Ressourcen und Truppen verfügte, sah Dong Zhuo in ihm eine ernstzunehmende Bedrohung und stellte ihn mit den mächtigen Kriegsherren Yuan Shu, Yuan Shao und Liu Biao in eine Reihe. Nachdem die Koalition gegen Dong Zhuo 191 auseinandergebrochen war, brach in China ein Bürgerkrieg aus. Sun Jian wurde im zweiten (nach anderen Quellen im dritten) Jahr der Ära Chuping von Liu Biao besiegt und getötet. Sein Sohn Sun Ce schloss sich darauf Yuan Shu an.

## Nachkommen
- Sun Ce (175–200)
- Sun Quan (182–252)
- Sun Yi
- Sun Kuang
- Sun Shangxiang